# Arzberg (Saksonia)
Arzberg – miejscowość i gmina w Niemczech, w kraju związkowym Saksonia, w okręgu administracyjnym Lipsk, w powiecie Nordsachsen, wchodzi w skład wspólnoty administracyjnej Beilrode.